# Guz Pindborga
Guz Pindborga, nabłonkowy zębopochodny guz wapniejący (łac. tumor epithelialis odontogenes calcificans, ang. calcifying epithelial odontogenic tumor, CEOT) – pierwotny nowotwór pochodzenia zębowego. Występuje najczęściej w 4. i 5. dekadzie życia. Objawy guza, najczęściej bezbolesny obrzęk tkanek, przypominają wklinowanie zęba. Radiologicznie guz Pindborga wymaga różnicowania z torbielą zawiązkową; lokalizuje się typowo w tylnej części żuchwy. Charakteryzuje się miejscową złośliwością: naciekając niszczy okoliczne tkanki i daje wznowy, ale nie przerzutuje. W obrazie histologicznym widać rozległe lite pola wielobocznych nabłonkowych komórek, nierzadko polimorficznych. Obecne są też kuliste różowe twory przypominające złogi amyloidu, które mogą ulec zwapnieniu tworząc ciałka piaszczakowate (psammomatyczne). Nazwa guza pochodzi od duńskiego lekarza Jensa Jørgena Pindborga, który opisał pierwszy przypadek nowotworu w 1958 roku.